# Herbert Hein
Herbert Hein (* 27. März 1954 in Wüstenbrand) ist ein ehemaliger deutscher Fußballspieler. Der Defensivspieler hat von 1972 bis 1984 in der Fußball-Bundesliga für die Vereine 1. FC Köln und Borussia Dortmund insgesamt 209 Ligaspiele (acht Tore) absolviert.

## Laufbahn

### Jugend und 1. FC Köln, 1961 bis 1978
Seine Familie flüchtete mit dem Zweijährigen aus der damaligen DDR und landete schließlich in Quadrath-Ichendorf im damaligen Kreis Bergheim. Mit sieben Jahren kickte er in der Jugend des CfR Ichendorf und spielte mit 10 in der Kreis- und mit zwölf in der Mittelrheinauswahl. Nach der Volksschule absolvierte er eine Ausbildung zum Heizungsinstallateur. Auf Rat des FC-Profis Bernhard Hermes schloss er sich 1969 der FC-Jugend an. Nach wenigen Spielen in der B-Jugend wurde er von Ex-Nationalspieler Jupp Röhrig in die A-Jugend übernommen, wo Hein fortan als Mittelfeldspieler oder notfalls als Vorstopper eingesetzt wurde. Mit der FC-A1-Jugend wurde der Linksfuß 1971 Deutscher Meister der A-Junioren. Mit Mitspielern wie Harald Konopka, Rainer Nicot, Herbert Neumann, Jürgen Glowacz und Georg Bosbach wurde das Finale am 11. Juli 1971 in Fürth mit 3:1 gegen den 1. FC Nürnberg gewonnen. In den Jahren 1971 und 1972 wurde er von DFB-Trainer Herbert Widmayer zu 14 Länderspielen in der Jugendnationalmannschaft berufen und nahm auch am UEFA-Juniorenturnier 1972 in Spanien teil. Zur Saison 1972/73 wurde er in den Lizenzspielerkader der „Geißbock-Elf“ übernommen. Er debütierte unter Trainer Rudi Schlott am 16. Dezember 1972 bei einem 2:1-Heimerfolg gegen den FC Bayern München in der Bundesliga; drei Tage zuvor war Hein erstmals für den FC im UEFA-Pokalrückspiel bei Borussia Mönchengladbach (0:5) aufgelaufen, als er bei der deutlichen Niederlage in der 46. Minute für Matthias Hemmersbach eingewechselt wurde. Am Rundenende hatte der vormalige Jugendspieler in 17 Ligaeinsätzen drei Tore erzielt und der FC wurde Vizemeister. Das Spiel gilt als ein Höhepunkt in der Historie des DFB-Pokals.
Zum emotionalen Höhepunkt avancierte aber das erfolgreiche Abschneiden im DFB-Pokal. Nach Erfolgen gegen SC Fortuna Köln, Hamburger SV, Eintracht Braunschweig und im Halbfinale gegen Kickers Offenbach, waren die „Geißböcke“ in das Finalspiel gegen den Rivalen Borussia Mönchengladbach eingezogen. Der junge Hein war in allen acht Spielen auf dem Weg ins Endspiel für Köln im Einsatz gewesen; zumeist als linker Verteidiger, aber auch im defensiven Mittelfeld. Das Finale sollte zu einem denkwürdigen Spiel werden. Beide Mannschaften spielten ein technisch und von hohem Tempo geprägtes Angriffsspiel. Es ging ständig auf und ab und Torraumszenen in beiden Sechzehnern wechselten sich fortlaufend ab. Mit 1:1 ging es leistungsgerecht in die Verlängerung. Die Entscheidung zum 2:1 für Mönchengladbach fiel durch ein Tor des eingewechselten Günter Netzer. Hein hatte gemeinsam mit Torhüter Gerhard Welz und den Defensivkollegen Wolfgang Weber, Bernhard Cullmann, Hans-Josef Kapellmann und Heinz Simmet erfolgreich die „Fohlen-Offensive“ mit Henning Jensen, Bernd Rupp, Jupp Heynckes, Herbert Wimmer und Christian Kulik bekämpft.
In seiner zweiten Bundesligasaison, 1973/74, wurde Hein in allen 34 Rundenspielen eingesetzt und der FC belegte unter Schlott-Nachfolger Zlatko Cajkovski den fünften Rang. Im UEFA-Pokal scheiterte der junge Spieler im Viertelfinale an Tottenham Hotspur (1:2/0:3). Die Mannschaft um Pat Jennings, Martin Peters und Martin Chivers war im März 1974 zu stark für die Kölner. In seiner dritten Bundesligarunde, 1974/75, erlitt er den ersten Rückschlag: Am 11. September 1974 zog er sich bei einem Heimspiel gegen Fortuna Düsseldorf einen Kreuzbandriss zu, der ihn zu einer 10-monatigen Pause zwang.
1975/76, als Georg Stollenwerk Trainer Cajkovski zur Rückrunde abgelöst hatte,
gehörte Hein wieder dem engen Kader des Stammpersonals an, er absolvierte 29 Ligaspiele (2 Tore) und der FC belegte den 4. Rang. Mit der Trainerübernahme von Hennes Weisweiler zur Saison 1976/77 änderte sich aber seine Situation grundsätzlich. Der Spanienheimkehrer setzte auf das Außenverteidigerpaar Harald Konopka und Herbert Zimmermann und die leistungsmäßige Entwicklung der beiden Spieler und der sportliche Erfolg der Mannschaft, bestätigte die Richtigkeit dieser Entscheidung. Konopka/Zimmermann wurden eines der besten Außenverteidigerpaare der Liga und versorgten mit ihren Flankenläufen den kopfballstarken Torjäger Dieter Müller. Hein gehörte nur noch dem Kreis der Ergänzungsspieler an. Aber durch seine wenigen Einsätze im Pokal wie in der Meisterschaft gehörte er trotzdem den Titelmannschaften im Pokal wie in der Meisterschaft an.
In der Titelverteidigerrunde 1978/79 bestritt Hein die ersten acht Rundenspiele und war auch in den zwei Spielen im Landesmeisterwettbewerb gegen IA Akranes (4:1/1:1) im September 1978 für den FC aufgelaufen. Am 21. Oktober lief er aber erstmals für Borussia Dortmund im Auswärtsspiel beim 1. FC Nürnberg (2:2) auf. Urplötzlich hatte er einen Vertrag bei den Schwarz-Gelben unterschrieben und spielte danach bis 1984 für Dortmund. Im FC-Buch ist zu dem Wechsel folgendes notiert: „Den qualitativ ansprechenden Defensivspezialisten ließ man nur ungern ziehen, doch Hein erhoffte sich beim BVB einen dauerhaften Stammplatz. Immerhin 570.000 DM Ablöse kassierten die Kölner für den blonden Abwehrspieler.“

### Borussia Dortmund, 1978 bis 1984
Die Zeit beim BVB begann für Hein unter Trainer Carl-Heinz Rühl, im letzten Dortmunder Jahr von Sigfried Held, und endete nach einem 2:0-Heimsieg am 9. Juni 1979 gegen Arminia Bielefeld auf dem 12. Tabellenrang. Mit 70 Gegentoren, nur Absteiger Darmstadt 98 hatte mit 75 noch mehr Gegentreffer hinnehmen müssen, hatte sich die Defensive aber nicht als sattelfest erwiesen. Hein hatte für Dortmund noch 24 Ligaspiele absolviert und im Januar 1979 hatte der erst 32-jährige Rechtsanwalt Dr. Reinhard Rauball das Präsidentenamt bei den Borussen übernommen. Seinen ersten Auftritt mit dem BVB beim 1. FC Köln verlor Hein im März 1979 mit seinen Mannschaftskameraden mit 0:5. Es folgten zwei Runden mit Trainer Udo Lattek und dem Erreichen des 6. beziehungsweise 7. Ranges und Hein hatte mit 32 beziehungsweise 30 Rundeneinsätzen der gewünschten Stammbesetzung angehört.
Unter den Trainern Branko Zebec, Karlheinz Feldkamp, Uli Maslo, Helmut Witte, Hans-Dieter Tippenhauer und Horst Franz gehörte Hein dann von 1981/82 bis 1983/84 nicht mehr der Stammbesetzung an; er absolvierte als Ergänzungsspieler in drei Runden insgesamt 17 weitere Bundesligaspiele. Nach insgesamt 103 Bundesligaeinsätzen (1 Tor) für Borussia Dortmund beendete er im Sommer 1984 seine Lizenzspielerkarriere.
Nach dem Meisterschaftserfolg in der Runde 1984/85 mit Tennis Borussia Berlin in der Oberliga Berlin beendete Hein seine Spielerkarriere.

### Auswahlberufungen
Der 1,80 Meter große kopfballstarke Verteidiger mit hartem Schuss, wurde bereits am 8. Mai 1973 vom DFB in die U 23 berufen. Beim 2:0-Erfolg in Randers gegen Dänemark bildete er mit Winfried Schäfer und Klaus Wunder den Innensturm der deutschen Talente. Die FC-Mannschaftskollegen Gerhard Welz und Harald Konopka liefen dabei ebenfalls für den DFB auf. Im Oktober und November folgten noch zwei weitere Einsätze in der U 23. Mit dem Länderspiel am 21. November 1973 in Warschau gegen Polen (0:0) endete die Geschichte dieser DFB-Mannschaft. Mit der Defensive um Torhüter Norbert Nigbur und den Abwehrspielern Rainer Bonhof, Hein, Gerd Zimmermann, Bernhard Cullmann und Dietmar Danner wurde das letzte Spiel bestritten.
Mit seinem Einsatz am 30. April 1974 in der B-Nationalmannschaft beim Länderspiel in Kiel gegen Schweden (3:2), endeten seine internationalen Berufungen durch den DFB. Vor Torhüter Wolfgang Kleff bildete er mit dem langjährigen Nationalverteidiger Horst-Dieter Höttges das Schlussdreieck der deutschen B-Auswahl.

## Nach der Karriere
Beruflich war Hein nach der Spielerkarriere anderthalb Jahre als Repräsentant eines Sportartikelherstellers tätig, bevor er zwischen 1987 und 1990 als Fahrer des damaligen CDU-Fraktionsvorsitzenden im Düsseldorfer Landtag, Bernhard Worms, arbeitete. Er war in diesen Jahren auch als Trainer im Amateurbereich tätig. Bei BSG Macha-Heppendorf war er von 1985 bis 1990 noch als Spielertrainer am Ball. Danach folgten beim Bedburger Ballspielverein (1990–1996), FC Germania Lich-Steinstraß (1996–2000), SC Kierdorf (2000–2002) und der SpVgg 1919 Oberaußem Fortuna Köln von 2002 bis 2004 Trainerstationen.
Nach der Anstellung als Fahrer übte er einen Job beim Energieversorger RWE aus und war ab 2007 auch als freier Mitarbeiter der Scoutingabteilung des 1. FC Köln tätig.
Wohnhaft ist Hein in Glesch, einem Stadtteil von Bergheim.

## Vereine
- 1. FC Quadrath-Ichendorf
- 1971–1978 1. FC Köln
- 1979–1984 Borussia Dortmund
- 1984–1985 Tennis Borussia Berlin

## Statistik
- 1 B-Länderspiel für Deutschland
- 3 U23-Länderspiele
- 1. Bundesliga
106 Spiele; 7 Tore 1. FC Köln
103 Spiele; 1 Tor Borussia Dortmund
- Oberliga Berlin
16 Spiele; 2 Tore Tennis Borussia Berlin
- DFB-Pokal
23 Spiele; 3 Tore 1. FC Köln
- Europapokal der Landesmeister; Europapokal der Pokalsieger; UEFA-Pokal
- 16 Spiele 1. FC Köln

## Erfolge
- 1971 Deutscher A-Jugend-Meister
- 1973 Deutscher Vize-Meister
- 1973 DFB-Pokal-Finale
- 1977 DFB-Pokal-Sieger (Hein kam im Finale jedoch nicht zum Einsatz)
- 1978 Deutscher Meister
- 1978 DFB-Pokal-Sieger (Hein kam im Finale jedoch nicht zum Einsatz)